# Minh Phong Tố Triết
Minh Phong Tố Triết (zh. 明峰素哲, ja. meihō sotetsu) (1277-1350), đạo hiệu Diệu Phong, là một vị Thiền sư Nhật Bản, thuộc tông Tào Động, nối pháp Thiền sư Oánh Sơn Thiệu Cẩn (ja. keizan jōkin) và là bạn đồng học của Thiền sư Nga Sơn Thiều Thạc (ja. gasan jōseki).